# Пірнівська сільська територіальна громада
Пірнівська сільська територіальна громада — територіальна громада в Україні, у Вишгородському районі Київської області. Адміністративний центр — село Пірнове.
Площа громади — 728,53 км², населення — 6152 особи (2020).
Утворена 12 червня 2020 року шляхом об'єднання Вищедубечанської, Воропаївської, Жукинської, Лебедівської, Нижчедубечанської, 
Новосілківської, Пірнівської та Сувидської сільських рад Вишгородського району.

## Населені пункти
У складі громади 10 сіл:
- Боденьки
- Вища Дубечня
- Воропаїв
- Жукин
- Лебедівка
- Нижча Дубечня
- Новосілки
- Пірнове
- Ровжі
- Сувид

## Старостинські округи
- Вищедубечанський
- Воропаївський
- Жукинський
- Лебедівський
- Нижчедубечанський
- Новосілківський
- Сувидський